# Børning – The Fast & The Funniest
Børning – The Fast & The Funniest (Originaltitel: Børning) ist ein norwegischer Actionfilm des Regisseurs Hallvard Bræin aus dem Jahr 2014. Das von Linn-Jeanethe Kyed geschriebene Drehbuch geht auf eine Idee von Hallvard Bræin zurück, die Originalgeschichte schrieb Christopher Grøndahl.

## Handlung
Das ganz besondere Interesse des Motorfreaks Roy, der sich eine kleine Werkstatt aufgebaut hat, gilt Autorennen. Sehr gern schraubt er in seiner Freizeit an seinem geliebten gelben Ford Mustang „Lillegul“ herum. Seine 14-jährige Tochter Nina lebt fern von Roy zusammen mit ihrer Mutter in einer eher gutbürgerlichen Umgebung.
Als Ninas Mutter Roy bittet, sich eine gewisse Zeit um seine Tochter zu kümmern, da sie ausfällt, ist er davon nicht gerade begeistert, da er bisher nur sporadischen Kontakt mit Nina hatte, und nicht wirklich etwas mit ihr anzufangen weiß. Gerade in diesen Zeitraum fällt zudem das einzige an der Börse notierte Rennen.
Als das Rennen vorbei und die Siegerehrung vollzogen ist, kommt Roys Erzfeind TT auf ihn zu und fordert ihn heraus, zusammen mit ihm und weiteren 24 Autonarren das illegale Autorennen „Street Legal“ mehr als 2000 Kilometer quer durch Norwegen von Oslo zum Nordkap zu bestreiten. Wer zuerst am Nordkap ist, hat das Rennen gewonnen, es ist allerdings nicht erlaubt, durch Schweden zu fahren. Nun ist es so, dass Roy vor vielen Jahren ein Rennen, das von Bergen nach Murmansk im Norden Russlands ging, gegen seinen ewigen Kontrahenten verloren hatte. Dabei kam es zu einem folgenschweren Unfall, dessen Folgen der Autofreak für längere Zeit im Gefängnis überdenken sollte, und dabei ging es indirekt auch um seine Tochter, für die er nun erneut die Verantwortung trägt. So bittet er sich Bedenkzeit aus, obwohl er sich gute Chancen ausrechnet und gern zeigen möchte, was in ihm und seiner „Lillegul“ steckt. Als ihm Nina dann jedoch erzählt, dass sie unbedingt bei dem Rennen dabei sein möchte, und doch seine Kopilotin sein könnte, ändert er seine Meinung. Warum soll er ihr eigentlich nicht eine aufregende Fahrt durch die skandinavische Landschaft bieten, zumal sich Vater und Tochter bei gemeinsamen Erlebnissen näherkommen und besser kennenlernen könnten.

## Produktionsnotizen
Die Dreharbeiten fanden am Nordkap und in der Finnmark in Norwegen statt, außerdem in Trondheim und in der norwegischen Provinz Sør-Trøndelag sowie auf der Tyrigrava nahe Oslos. Dem Film stand ein geschätztes Budget von 25.000.000 NOK zur Verfügung.

## Rezeption

### Veröffentlichung
Kinopremiere hatte der Spielfilm am 13. August 2014 in Norwegen. Im Januar 2015 wurde er beim Göteborg International Film Festival gezeigt sowie im Juli 2015 beim kanadischen Fantasia International Film Festival. In Estland wurde er im Januar 2015 veröffentlicht, in Japan im Mai 2015. Zudem lief er im Mai 2016 auf dem European Union Film Festival in Singapur. Veröffentlicht wurde er außerdem in Brasilien, Finnland, Frankreich, Russland und in der Türkei. In Deutschland wurde er am 25. November 2016 vom Studio Hamburg Enterprises mit einer deutschen Tonspur auf DVD und Blu-ray veröffentlicht.

### Kritik
Das Filmmagazin Cinema fand, der Film sei eine „ungelenke PS-Protzerei plus halbgares Familiendrama – aber in Norwegen ein Hit.“ Das Fazit lautet: „Sørry, da ist zuwenig unter der Haube!“
jpc.de war der Ansicht, diese „Actionkomödie über illegale Straßenrennen aus dem hohen Norden“ sei „ganz nach Art von ‚Auf dem Highway ist die Hölle los‘ und ‚Ein ausgekochtes Schlitzohr‘ mit einem Hauch ‚The Fast and the Furious‘ und ‚Taxi‘. Technisch sehr hochwertig produziert verein[e] der Film packende Rennszenen, extreme Stunts und eine ordentliche Ladung Humor mit einer emotionalen Vater-Tochter-Beziehung.“
Die Kritik bei deepground.de war überwiegend negativ. Gelobt wurden „schöne Naturaufnahmen und eine gute Kameratechnik“. Der Film biete jedoch weder Action noch sei er eine Komödie – und „unterm Strich einfach langweilig“. Weiter hieß es: „Egal, welchen Bestandteil der Geschichte man als Hauptteil betrachtet, immer scheint alles nur halbgar ausgearbeitet zu sein. […] Besonders halbgar wirkt allerdings die Vater-Tochter-Beziehung. Roy wirkt in seiner Rolle als Vater nicht einfach nur unbeholfen, sondern dämlich bis gemein. Und erhält dennoch die bedingungslose Liebe seiner Tochter, die mitten in der Pubertät steckt? Das ist nicht nur eindimensional, sondern beinahe fiktional. Aber vor allem lässt diese Story den Zuschauer einfach nur kalt.“

### Erfolg
Børning ist der zweiterfolgreichste Film in Norwegen. Insgesamt wurden 380.000 Eintrittskarten verkauft.

## Auszeichnungen
Der Film gewann 2015 vier Amanda Awards, darunter auch einen in der Kategorie „Bester norwegischer Film“. Außerdem wurde Henrik Mestad mit dem Amanda Award für seine Leistung als bester Nebendarsteller ausgezeichnet und Fredric Vogel und Petter Fladeby bekamen den Amanda Award in der Kategorie „Beste Tongestaltung“. Der Film bekam außerdem den durchs Publikum verliehen Choice Award.
Auf der Kosmorama, einem internationalen Filmfestival in Trondheim, war Børning für den Kanonprisen in der Kategorie „Beste Produktion“ nominiert.